# Tot per Terrassa
Tot per Terrassa és un partit polític local de la ciutat de Terrassa. El president i cap de llista és l'exalcalde del PSC, Jordi Ballart i Pastor, que va crear el partit després d'abandonar l'alcaldia i el PSC en oposar-se a l'aplicació de l'article 155. En les eleccions municipals del 2019 al 26 de maig va aconseguir 10 regidors, esdevenint la força més votada a la ciutat. Van revalidar l'alcaldia a les eleccions municipals de 2023, després d'haver arribat a un acord tripartit amb Junts i ERC.

## Ideologia
Es defineixen com un partit progressista. Sobre el procés independentista, Ballart va declarar: «No som ni independentistes, ni unionistes, som terrassenquistes». Ha rebut el suport de personalitats com l'actriu Rosa Boladeras, la fotoperiodista Joana Biarnés, la nedadora paralímpica Sarai Gascón, la poetessa Marta Pessarrodona, o el waterpolista Iván Pérez, entre d'altres.
En el procés d'elaboració del programa electoral de la formació política van participar 800 ciutadans més 70 experts en reunions que es van dur a terme a tots els barris i districtes de la ciutat.